# Dicranopteris speciosa
Dicranopteris speciosa är en ormbunkeart som först beskrevs av Presl, och fick sitt nu gällande namn av Holtt. Dicranopteris speciosa ingår i släktet Dicranopteris och familjen Gleicheniaceae. Inga underarter finns listade.